# Rinoceronte branco do sul
O rinoceronte branco do sul ou rinoceronte-branco-meridional (Ceratotherium simum simum) é uma das duas subespécies do rinoceronte branco (a outra é o muito mais raro rinoceronte branco do norte). É a subespécie mais comum e difundida de rinoceronte.

## Descrições físicas

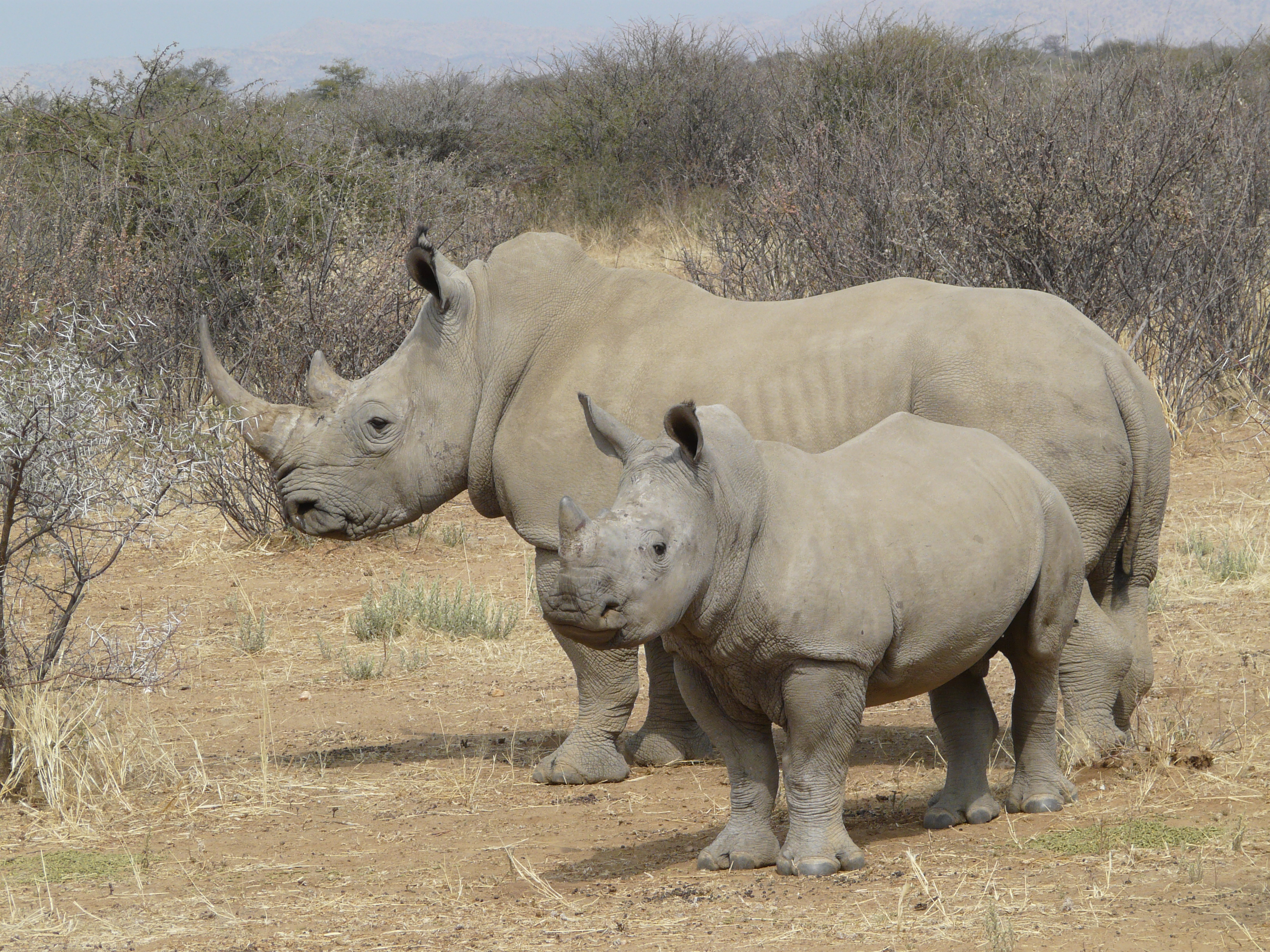
Uma mãe rinoceronte branco do sul com filhote na Namíbia

O rinoceronte branco do sul é um dos maiores e mais pesados animais terrestres do mundo. Possui corpo imenso e cabeça grande, pescoço curto e peito largo. As fêmeas pesam cerca de 1600 a 1700 quilos e machos em torno de 2000 a 3000 quilos, com exemplares de até 3 600 quilos considerado confiável, e outros maiores até 4 500 quilos reivindicado, mas não verificado. O comprimento da cabeça e do corpo é de 3,35 a 4 metros e uma altura é de 160 a 186 centímetros. Tem dois chifres no focinho. O chifre frontal é maior que o outro chifre e tem em média 60 centímetros de comprimento e pode atingir 166 centímetros em fêmeas.
A expectativa de vida na natureza é de até 50 anos.